# インクハート/魔法の声
『インクハート/魔法の声』（原題: Inkheart）は、2008年のアメリカ・イギリス・ドイツ合作のファンタジー映画である。コルネーリア・フンケの小説『魔法の声』を原作としている。日本では劇場公開されず、2009年12月16日にDVDが発売された。

## ストーリー
本の修理人のモーティマと、その娘のメギーは、「インクハート」という本を探して旅をしていた。ある日、ついにその本を見つけた彼らの前に、ほこり指と名乗る謎の男が現れる。彼は自分を本の世界に戻せと二人に迫る。実はモーティマには「魔法の舌」と呼ばれる特殊能力が備わっており、その力は本を朗読することで描かれている登場人物を現実世界に呼び出すというものだった。

## キャスト
※括弧内は日本語吹替
- モーティマ・フォルチャート: ブレンダン・フレイザー（宮内敦士）
- メギー・フォルチャート: イライザ・ホープ・ベネット（英語版）（三村ゆうな）
- ほこり指: ポール・ベタニー（平田広明）
- エリノア・ローレダン: ヘレン・ミレン（弥永和子）
- フェノグリオ: ジム・ブロードベント（小山武宏）
- カプリコーン: アンディ・サーキス（岩崎ひろし）
- テレサ（レサ）・フォルチャート: シエンナ・ギロリー